# 2001 en animation asiatique
Voir aussi: 2001 au cinéma - 2001 à la télévision
2000 en animation asiatique - 2001 en animation asiatique - 2002 en animation asiatique

## Festivals et conventions
- 29 juin au 1er juillet : Japan Expo 3

## Principales diffusions en France gurijgroijrfgoi

### Films
- 4 avril : Mes voisins les Yamada

## Principales diffusions au Japon

### Films
- 13 janvier : Initial D Third Stage
- 1er avril : Love Hina – Spring Special
- 21 avril : Détective Conan : Décompte aux cieux
- 20 mai : Metropolis
- 7 juillet : Pokémon : Celebi, la voix de la forêt
- 20 juillet : Gundam the Ride: A Baoa Qu
- 27 juillet : Le Voyage de Chihiro
- 10 août : Gundam Neo Experience 0087: Green Diver
- 22 décembre : Sakura Wars: The Movie

### OVA
- 23 mai : Read or Die
- novembre : Gundam Evolve

### Séries télévisées
- 8 janvier : Tales of Eternia
- 1er avril : Digimon Tamers
- 1er avril : Angelic Layer
- 4 juillet : Shaman King
- 5 juillet : Fruits Basket
- 10 septembre : Mahoromatic
- 2 octobre : Final Fantasy: Unlimited
- 7 octobre : Olive et Tom : Le Retour
- 10 octobre : Hikaru no go
- 10 octobre : Le Prince du tennis
- 13 octobre : Rave